# アルベール・ド・バッソンピエール
アルベール・ド・バッソンピエール（Albert de Bassompierre, 1873年8月3日 - 1956年4月2日）は、ベルギーの外交官。初代駐日ベルギー大使。男爵。ブリュッセル生まれ。駐日ベルギー大使館の公使参事官を務めたクリストフ・ド・バッソンピエールは曾孫。

## 駐日ベルギー大使
1920年、ベルギー王国の日本における臨時および特命全権大使に任じられ、1939年2月まで日本に滞在した。ベルギーと日本の外交における友好関係を向上させたため、日本で最初のベルギー大使となり、1922年6月には特命全権大使の地位を得た。1923年9月1日に関東大震災を経験し、ベルギーによる救援活動に寄与した。また在任中に日本の軍国主義の台頭を目撃し、駐日外国人外交官として、原敬暗殺事件（1921年）、満州国建国（1932年）、五・一五事件（1932年）、二・二六事件（1936年）などの重大事件を見聞きした。1939年11月にピエール・フォルトムと交代するまでベルギー王国特命全権大使を勤め上げた。

### 交流
バッソンピエールは大使として幅広い交友関係を持っていた。なかでも当時の駐日フランス大使で作家のポール・クローデルとは家族ぐるみの付き合いで、彼の娘を連れて軽井沢でバカンスを楽しんだりもした。関東大震災時には、イギリス人商人が所有する逗子の別荘にクローデルの娘と滞在しており、津波の脅威を目の当たりにした。
軽井沢では、避暑客の間で催されるテニス大会やコンサートに必ず顔を出して、カップや賞品を手渡すような町の代表的存在であったという。

## 有島生馬の大震記念
東京都復興記念館に展示されている有島生馬の「大震記念」には、柳原白蓮（左の女性）や島崎藤村とともに、アルベールが描かれている（白いスーツの外国人男性）。

## 著作
- 『在日十八年　バッソンピエール大使回想録』磯見辰典訳、鹿島研究所出版会、1972年
  - 改訂版『ベルギー大使の見た戦前日本　バッソンピエール回想録』講談社学術文庫、2016年。ISBN 978-4062923804
- La Nuit Du 2 Au 3 Aout 1914 Au Ministere Des Affaires Etrangeres de Belgique (Nabu Press)